# バリノール
バリノール(Valinol)は、アミノ酸のバリンに由来する有機化合物である。この化合物はキラルであり、S-バリンが大量に存在するため、ほぼ全てS-異性体として合成される。アルカノールアミン（アミノアルコール）の1つである。

## 合成
バリノールは、水素化アルミニウムリチウム等の強い還元剤、または、水素化ホウ素ナトリウムとヨウ素を用いてバリンのカルボキシル基をアルコールに置換することにより得られる。どちらの場合も、生成するバリノールは短行程蒸留で精製される。

## 反応
バリノールは、様々な方法によって、主にキラルなオキサゾリンを合成するために用いられる。これらのオキサゾリンは、不斉合成触媒のリガンドとして用いられる。